# Базен, Эрнест (изобретатель)
Эрне́ст Жозе́ф Луи́ Базе́н (фр. Ernest Joseph Louis Bazin; 22 мая 1826, Анже, департамент Мен и Луара, Франция — 18 января 1898, Париж, Франция) — французский изобретатель, инженер, промышленник и авантюрист. Базен изобрёл и запатентовал более сотни различных устройств, в том числе дирижабль, предупредительный сигнал для железнодорожных вагонов и вагон с пневматической подвеской, судно для откачки песка и ила с подводных объектов, электроплуг; усовершенствовал буровую машину, прядильную машину, водолазный колокол, устройство для измерения скорости судов, электрическую батарею, электродвигатель и многие другие. Немногие из его изобретений нашли применение, однако некоторые были использованы широко — в частности, на железной дороге, в прядильном производстве, на строительстве туннелей и при прокладке Суэцкого канала.

## Биография

### Ранние годы
Эрнест Жозеф Луи Базен родился 22 мая 1826 года в Анже. Сын Николя Базена и Рене Анн Легуэ, которые поженились 28 ноября 1820 года в Сегре. Дядя писателя Рене Базена и троюродный дядя писателя Эрве Базена. По воспоминаниям монсеньора Мишеля Эрве-Базена, «Эрнест был мальчиком, полным ума, наблюдательности, гиперактивным и буйным». В возрасте 15 лет отец устроил его в качестве юнги на судно, отправлявшееся из порта Нанта. Около десяти лет он плавал на различных судах, в результате чего приобрёл знания по географии, наукам и морскому делу.

### 1850-е годы

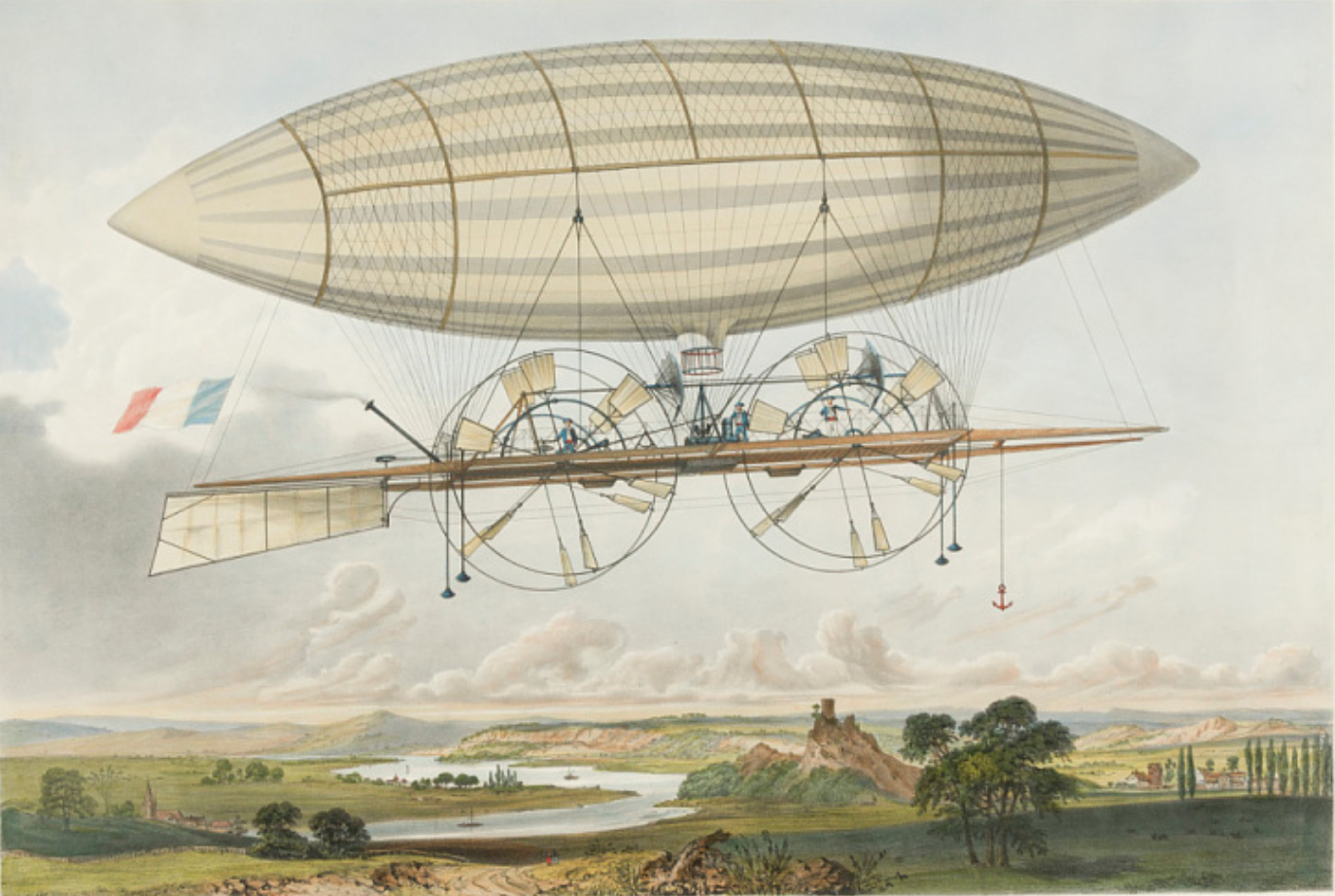
Дирижабль Эрнеста Базена, 1851

По возвращении в Анже он 7 июля 1851 года оформил свой первый патент на дирижабль, который он испытал в Маране и усовершенствовал к 1853 году, придумав устройство для регулировки силы воздушного потока.
1 апреля 1854 года в Нанте женился на Альфонсине Терезе Жювенель.
В середине 1850-х годов разработал циркулярно-трубчатую буровую машину, усовершенствованную в дальнейшем итальянским инженером Жерменом Соммейе, которая была использована при проходке Мон-Сеннисского туннеля.
В 1858 году в Анже была удостоена премии пневматическая кровать, изобретённая Базеном. Он создал пресс для производства кирпичей, безопасную лампу для шахт и предупредительный сигнал для пассажирских вагонов, представленный на выставке в Нанте в 1861 году.
В декабре 1862 года был запатентован автоматический прибор «лагометр» для измерения скорости судов — с 1863 года появилось несколько его модификаций, причём на испытаниях 1864 года, которые производились на авизо «Бизон» (фр. Le Bison), присутствовал сам Базен.
В том же году он усовершенствовал машину для получения пряжи из волокон конопли и льна — приёмная бобина, вместо того чтобы приводиться в движение отдельно от лопасти, которая подводит к ней пряжу, приводится в движение самой пряжей. Скорость летуна была всегда пропорциональна скорости бобины. Около 1870 года патент был продан прядильной компании в Анже.

### 1860-е годы

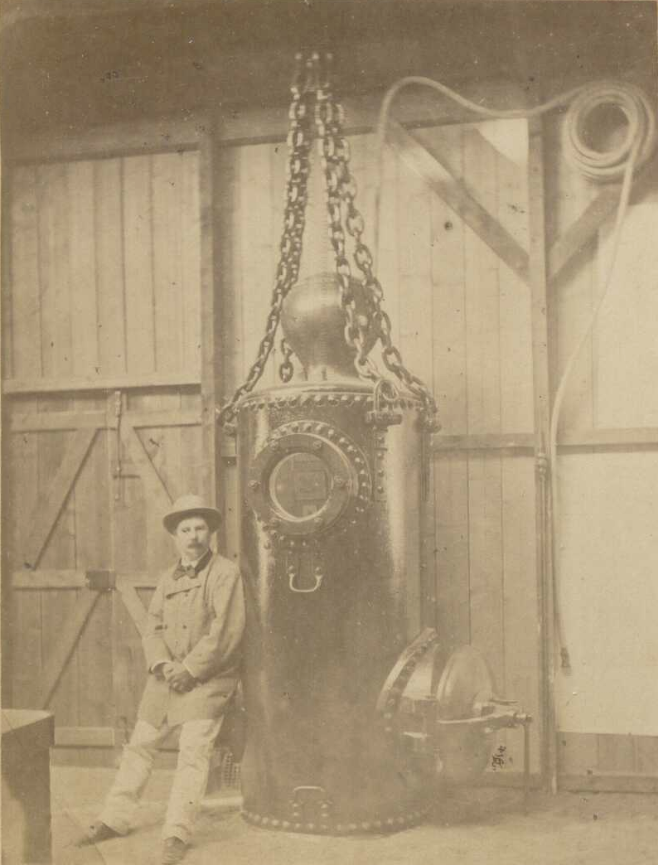
Водолазный колокол Базена, Виго, 1870

В 1862 году, заручившись поддержкой тогдашнего мэра города Эме Блавье, Базен создал компанию по разработке системы уличного электрического освещения Анже. Он приобрёл у парижской компании L'Alliance патент на магнитоэлектрическую машину системы Нолле и пригласил сотрудничавшего с компанией Зеноба Грамма — изобретателя динамомашины, который поселился в соседнем с Базеном доме. Два изобретателя принялись разрабатывать систему уличного освещения, которую планировали внедрить в городе, чтобы «фея Электричество» осветила его. С 1 по 10 сентября 1863 года были проведены испытания, при которых две паровые машины вырабатывали электричество и передавали его на две лампы системы Грамма. Испытания показали высокую по тому времени эффективность предложенной системы и меньшую стоимость относительно газового освещения. Однако, система не была внедрена — по некоторым свидетельствам, Базен настаивал на предоставлении его компании эксклюзивных прав на выработку электричества, на что отцы города не согласились. Таким образом, уличное освещение смогло появиться в Анже лишь через 15 лет.
В 1865 году Базен разработал усовершенствования в конструкцию водолазного колокола: колокол выполнялся из прочной стали, имел два иллюминатора и соединялся с поверхностью электрическим кабелем, от которого работал осветительный подводный прожектор. Недостатком колокола было отсутствие системы подачи воздуха — использовался лишь воздух, находившийся в колоколе перед погружением. В том же году он лично испытал его, погрузившись в нём в море неподалёку от Шербура. По свидетельству сотрудника журнала Le Génie industriel, Базен демонстрировал ему фотографии, снятые во время спуска в колоколе на глубину 80 — 90 метров — ему удалось получить их благодаря электрическому освещению подводных глубин и длинной выдержке (порядка 10 минут). Таким образом, Базен может считаться одним из пионеров подводной фотографии, однако, ни одна из этих фотографий не сохранилась и, по-видимому, никогда не была опубликована.

### 1870-е годы

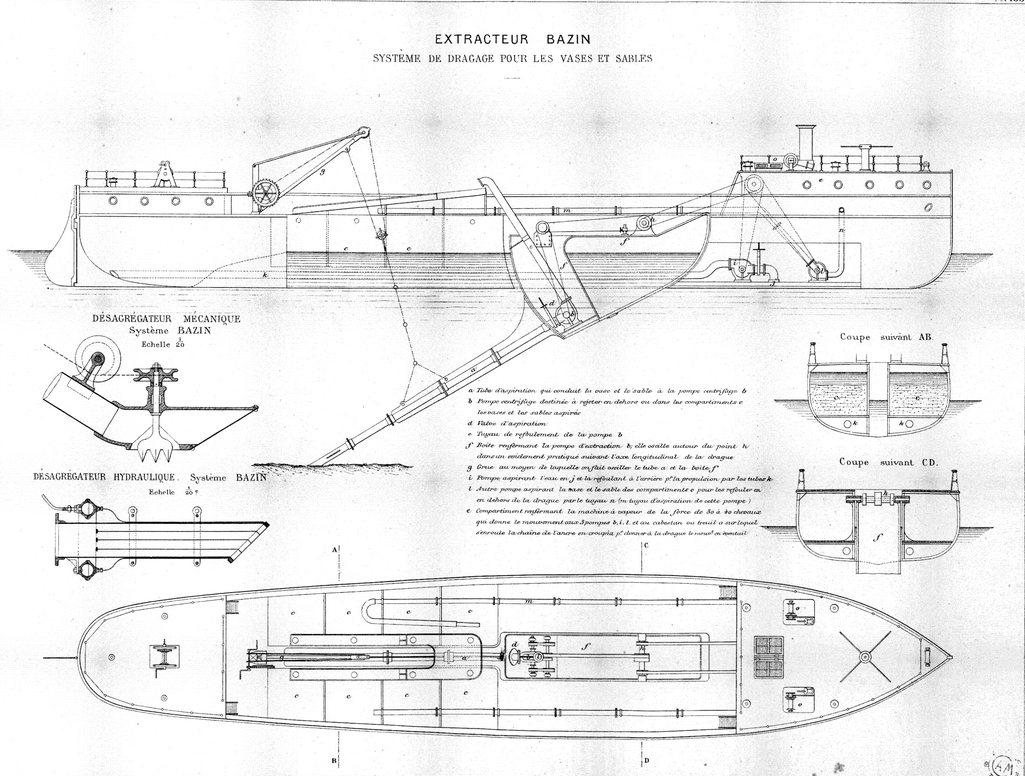
Экстрактор Базена, схема

В 1870 году колокол Базена был испытан на практике. Живший в Испании банкир и поэт Ипполит Маген организовал экспедицию в Виго, где он собирался заняться подъёмом ценностей с затонувших в 1702 году галеонов. Однако, Маген не знал, что ценности были выгружены с галеонов за несколько дней до их потопления, поэтому экспедиция смогла поднять на поверхность лишь немного монет, вооружение и утварь команды. В каталоге Всемирной выставке в Париже 1878 года, где выставлялся в дальнейшем колокол, было указано, что он совершил к тому моменту 101 погружение на глубины до 80 метров. К тому времени конструкция была усовершенствована, в частности, снабжена сигнальным звонком, который позволял водолазу общаться с находящимися на поверхности коллегами, а также автоматически включался в случае наличия в колоколе течи. Помимо этого, усовершенствованный колокол оснащался особой «каской для экстренных случаев», позволявшей водолазу дышать ещё в течение пяти минут.
В 1871 году изобрёл и запатентовал экстрактор Базена — специальное судно, служащее для откачки песка и ила с подводных объектов. В дальнейшем экстрактор показал свою эффективность на Суэцком канале и в других местах. Базен наладил производство экстракторов в Нанте, и доход от их продажи позволил ему жить и финансировать другие исследования. В 1878 году экстрактор был также представлен широкой публике на Всемирной выставке в Париже.
Тридцать семь его изобретений уже были внесены в список и выставлены в 1877 году на Всемирной промышленной выставке в Брюсселе.
В 1884 году он запатентовал электрическую батарею и ротационную электрическую батарею собственной конструкции, которые были представлены на Всемирной выставке 1889 года в Париже.

### Судно на колёсах — последнее изобретение

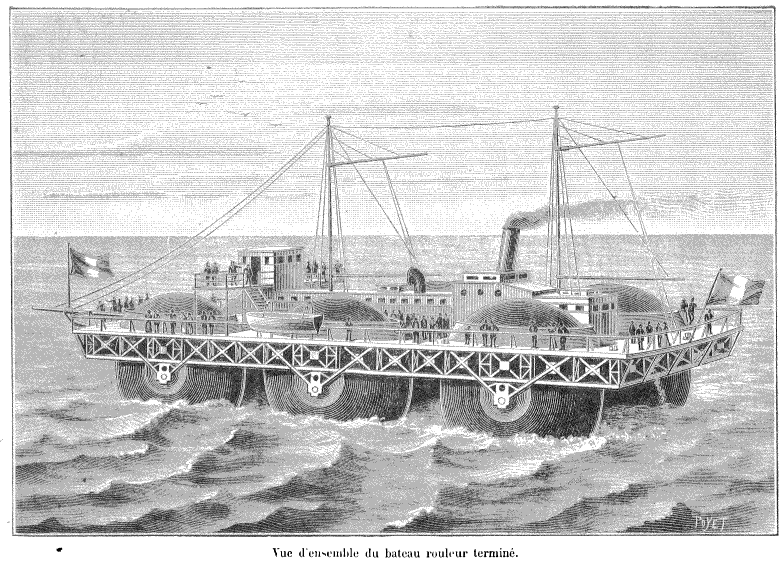
«Скоростное катящееся судно Базена», 1896

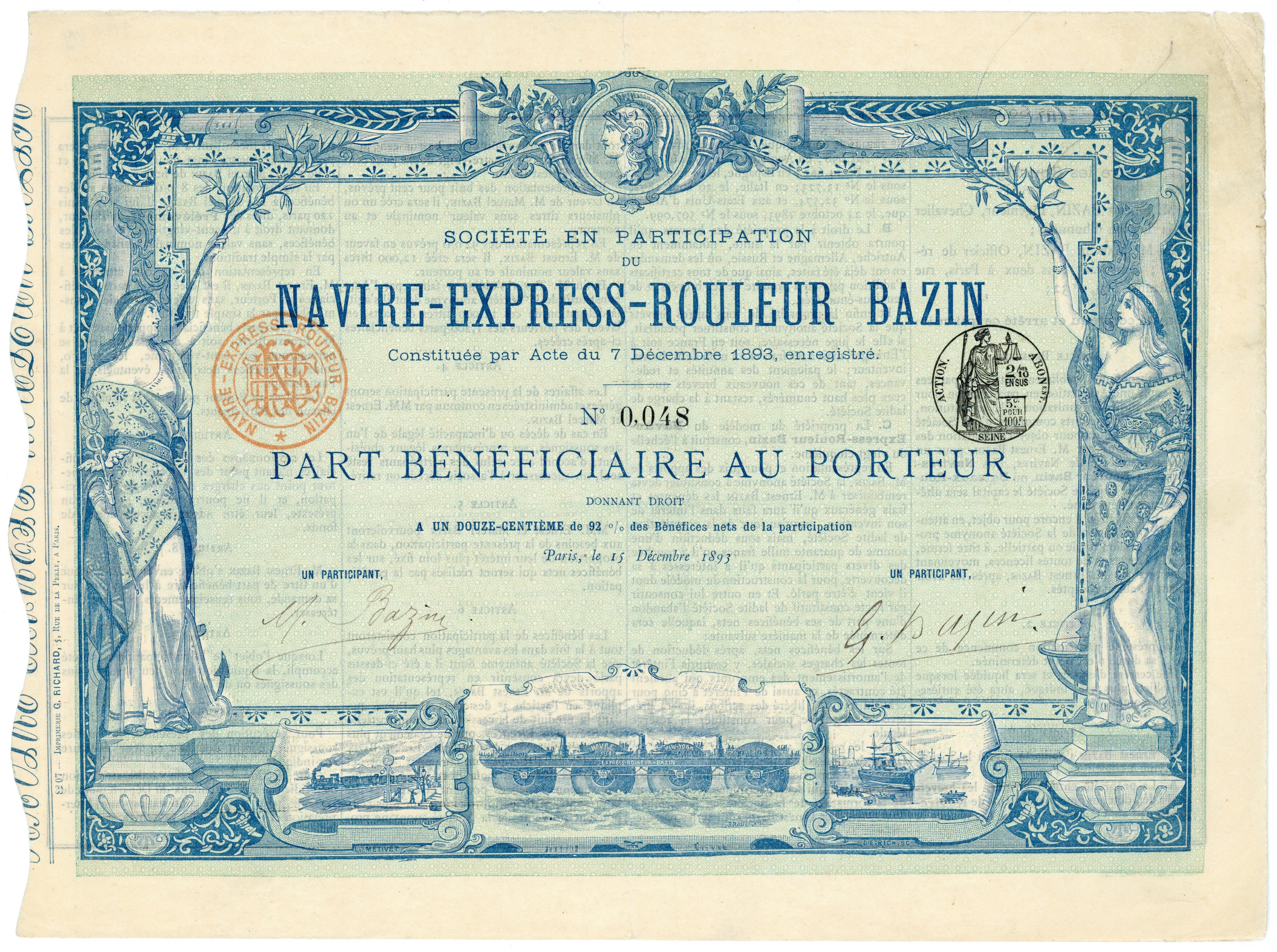
Сертификат о участии в Société en Participation du Navire-Express-Rouleur Bazin, выданный в Париже 15 декабря 1893 года, первоначально подписанный изобретателем Эрнестом Базеном и его братом и сотрудником Марселем Базеном

В течение нескольких лет, начиная с 1893 года, Базен занимался разработкой, производством и испытаниями, пожалуй, самого знаменитого своего изобретения — судна, которое должно было не плыть, а катиться по поверхности воды. Это судно, которое Базен назвал «Скоростное катящееся судно Базена» (express rouleur Bazin), должно было быть своего рода «водной повозкой», оснащённой несколькими огромными колёсами с надувными шинами. По мысли создателя, сила трения вращающихся колёс об воду должна была бы быть существенно меньше той, что воздействует на днище традиционного судна, за счёт чего скорость могла бы достигать 35 узлов (65 км/ч; по другим данным — 50 узлов, 100 км/ч). В том же году Эрнест Базен вместе со своим родственником Марселем Базеном создали акционерное общество под названием Navire-express-rouleur-Bazin («Скоростное катящееся судно Базена»). В течение пяти лет до этого Базен проводил эксперименты с уменьшенной моделью длиной 5¼ метров на озере в Венсенском лему в Париже и был уверен, что всё должно было получиться. В 1895 году судно под названием Ernest-Bazin было заложено на верфи Cail в Сен-Дени, затем отбуксировано по Сене в Руан, где на него установили машины и навигационное оборудование, и 19 августа 1896 года спущено на воду. Судно имело ширину 12 метров, длину 40 метров, его масса составляла 246 тонн, оно было оснащено шестью колёсами диаметром 6 метров и должно было вмещать сто пассажиров. Судно приводилось в движение гребным винтом, присоединённым к паровой машине мощностью 600 л. с. Кроме того, каждое из колёс приводилось в движение паровой машиной в 50 л. с. Судно было отбуксировано на Ла-Манш, где в марте и апреле 1897 года прошли испытания: сперва — в Дюклере, затем — в Гавре. Сам Базен на испытаниях присутствовать не смог, так как был вынужден остаться в Париже из-за болезни. Ernest-Bazin не оправдал надежд своего создателя: мощность двигателей, вращавших колёса, оказалась недостаточной, в результате чего судно не катилось по воде, а шло так же, как традиционные суда. Кроме того, осадка оказалась существенно больше расчётной. В результате, судно не смогло и близко приблизиться к запланированной скорости в 35 или 50 узлов, достигнув максимальной скорости в 12 узлов. Кроме того, опытные моряки выражали серьёзные сомнения, что судно со столь высоким центром тяжести будет способно выдержать шторм в Атлантике, во время которого волны могут достигать высоты 11 метров. Базен заявил, что придумал усовершенствования в конструкцию судна, но ему не суждено было их воплотить в жизнь — Эрнест Базен умер 18 января 1898 года в Париже. В 1919 году калифорнийский инженер А. Дж. Хаскинс, а затем ещё один американский инженер в 1934 году, представили изобретение, весьма похожее по принципу действия на судно Эрнеста Базена, но были ли они реализованы, неизвестно.

### Итог жизни
За свою не столь долгую жизнь Эрнест Базен изобрёл, сконструировал и запатентовал около сотни различных механизмов и приспособлений. Помимо вышеперечисленных, он создал вагон с пневматической подвеской, аппарат для мытья золота, электроплуг, машину для обработки жерновов, семенорушильную машину овощерезку, гидростатическую кофеварку, бритву с постоянной температурой, аппарат для обработки виноградной лозы, огромный спасательный буй, служащий для поднимания затонувших объектов, электрическую винтовку, усовершенствовал электродвигатель, аппарат для защиты дерева при помощи сульфата железа.
Базен был близко знаком и общался со многими знаменитостями своего времени: маршалом Мак-Магоном, императором Наполеоном III и императрицей Евгенией, королём и королевой Бельгии, русским великим князем Константином Николаевичем. При жизни имя Эрнеста Базена постоянно встречалось в самых разных газетах и журналах, где его называли инженером, хотя он не имел никакого технического образования и сам предпочитал называть себя изобретателем. Но после смерти оно оказалось забыто, более того: место его захоронения неизвестно, а имеющийся в каталоге муниципальной библиотеки Анже том мемуаров под названием «Воспоминания изобретателя» (фр. Les Souvenirs d’un inventeur) — утерян.

## Награды
- 1858 — серебряная медаль Научного общества Анже за изобретение пневматического матраса[9].
- 1864 — золотая медаль Национальной выставки в Анже[9].
- 1866 — кавалер ордена Почетного легиона[38].
- Кавалер португальского ордена Христа[37].
- Командор испанского ордена Изабеллы Католической[16][37].

## Комментарии
1. ↑  6-томная энциклопедия Larousse 1930-го года издания так характеризует его: «Выдающийся персонаж своего времени, нетипичный до степени оригинальности, всемирно знаменитый.»
2. ↑  Запатентовал раньше Анри Жиффара.
3. ↑  Своего рода винт с лопастями, которые вращались с постоянной скоростью, вне зависимости от направления и скорости ветра.
4. ↑  Пневматическая модель, которая позволила заменить обыкновенные матрасы и увеличить их эластичность.
5. ↑  Несмотря на запрет, шахтёры часто использовали пламя из фонаря, чтобы зажечь сигарету, что вызывало взрыв скопившегося в шахте метана.
6. ↑  Патентное свидетельство на предупредительный сигнал было выдано префектурой департамента Мен и Луара 1 марта 1862 года, сигнал был испытан на Орлеанской железной дороге, а затем стал обязательным для всего общественного пассажирского транспорта.
7. ↑  Патент № 2070 от 21 июля 1862 года, Лондон.
8. ↑  Патент № 1668 от 26 июня 1871 года, Лондон.
9. ↑  Патент № 2289 от 31 августа 1871 года, Лондон.
10. ↑  Патент № 163 413 от 21 июля 1884, Париж; патент № 65 846 от 23 июля 1884, Брюссель; патент № 316 436 от 28 апреля 1885, Вашингтон.
11. ↑  Патент № 164 391 от 19 сентября 1884, Париж; патент № 66 420 от 26 сентября 1884, Брюссель; патент № 316 437 от 28 апреля 1885, Вашингтон.
12. ↑  Патент № 222 367 от 8 сентября 1893 года, Париж.
13. ↑  Патент № 133 961 от 3 декабря 1879 года, Париж; второй патент № 230 523 от 17 июля 1880, Вашингтон.